# Cephalopholis aurantia
Cephalopholis aurantia là một loài cá biển thuộc chi Cephalopholis trong họ Cá mú. Loài này được mô tả lần đầu tiên vào năm 1828.

## Từ nguyên
Từ định danh trong tiếng Latinh có nghĩa là "màu cam", hàm ý đề cập đến màu sắc của loài cá này.

## Phạm vi phân bố và môi trường sống
C. aurantia được phân bố rộng khắp vùng biển Ấn Độ Dương - Thái Bình Dương, từ bờ biển Đông Phi trải dài về phía đông đến quần đảo Pitcairn, ngược lên phía bắc đến quần đảo Ryukyu (Nhật Bản), xa về phía nam đến Úc và đảo Rapa Iti; C. aurantia cũng được ghi nhận tại quần đảo Hoàng Sa và quần đảo Trường Sa.
C. aurantia sống trên các rạn viền bờ ở độ sâu khoảng từ 40–300 m, nhưng thường được ghi nhận trong khoảng 100–250 m.

## Mô tả
Chiều dài cơ thể lớn nhất được ghi nhận ở C. aurantia là 30 cm. Thân có màu đỏ nhạt hoặc vàng cam, lốm đốm các chấm vàng/đỏ trên đầu, thân trước (nửa trên) và dọc gốc vây lưng. Rìa sau của vây lưng và vây hậu môn thường có viền xanh óng. Rìa sau của vây đuôi có viền xanh lam nhạt, và dải sát rìa màu đen. Vảy răng cưa bao phủ phần lớn vùng bụng.
Epinephelus miltostigma, một danh pháp đồng nghĩa của C. aurantia, được Pieter Bleeker mô tả có màu đỏ hồng được bao phủ bởi đốm tím trên khắp cơ thể. Nếu nhiều mẫu vật như vậy được tìm thấy, E. miltostigma có thể được công nhận là loài hợp lệ.
Số gai ở vây lưng: 9; Số tia vây ở vây lưng: 14–16; Số gai ở vây hậu môn: 3; Số tia vây ở vây hậu môn: 8–9; Số gai ở vây bụng: 1; Số tia vây ở vây bụng: 5.

## Sinh học
Thức ăn chủ yếu của C. aurantia là các loài cua. Tại Nouvelle-Calédonie, C. aurantia đã tạp giao với Cephalopholis spiloparaea.

## Thương mại
C. aurantia không phải là loài được nhắm mục tiêu trong ngành ngư nghiệp, thường vô tình mắc vào dây câu ở vùng nước sâu.